# Estatuto Provincial de 1925
El Estatuto Provincial de 1925 fue la norma reguladora de las diputaciones provinciales en España promulgada el 21 de marzo de 1925 por la Dictadura de Primo de Rivera. Respondió al abandono por parte del dictador Miguel Primo de Rivera de la idea inicial del «sano regionalismo» sustituida por un españolismo beligerante. Así al aprobarse el Estatuto Provincial se produjo la disolución de facto de la Mancomunidad de Cataluña, ya muy mermada de competencias desde la aprobación del Estatuto Municipal de 1924. Por otro lado, como las elecciones previstas nunca se celebraron los diputados provinciales fueron designados por los gobernadores civiles por lo que las diputaciones funcionaron como una especie de delegaciones de la Administración Central.

## Antecedentes
Al principio pareció que Primo de Rivera apoyaba el que llamaba «sano regionalismo» y llegó a encargar pocos días después del golpe de Estado a las diputaciones forales vascas que redactaran un proyecto de Estatuto, tarea que cumplió la Diputación Foral de Guipúzcoa que lo presentó a finales de diciembre de 1923. Pero la Diputación Foral de Vizcaya, dominada por la Liga de Acción Monárquica, se opuso y se abandonó el proyecto.
El 12 de octubre de 1923 Primo de Rivera declaró que se proponía suprimir «las 49 pequeñas administraciones provinciales» sustituyéndolas por 10, 12 o 14 regiones dotadas de «todo aquello que dentro de la unidad de la tierra sea posible conceder». Esta política se vio confirmada con el ofrecimiento que hizo la Dictadura a los nacionalistas gallegos conservadores de una Mancomunidad gallega a cambio de la colaboración con la política del régimen. Una oferta similar se hizo a los regionalistas valencianos y aragoneses. En marzo de 1924 se aprobó en Santiago de Compostela el anteproyecto de Mancomunidad gallega redactado por Vicente Risco y Antonio Losada Diéguez, pero para entonces el impulso "regionalista" de la Dictadura había desaparecido.
El 13 de enero de 1924 Primo de Rivera decretó la disolución de las diputaciones provinciales a excepción de las forales, del País Vasco y de Navarra, como ya había hecho con los ayuntamientos tres meses antes. Los gobernadores civiles, en su mayoría militares, quedaron encargados de nombrar a sus nuevos miembros entre profesionales liberales, mayores contribuyentes y directivos de corporaciones culturales, industriales y profesionales. Asimismo, las nuevas diputaciones debían informar de los problemas de funcionamiento que detectaran y proponer los remedios.
El nombramiento al frente de las diputaciones catalanas de señalados españolistas, procedentes en su mayoría de la Unión Monárquica Nacional, como ya había sucedido con los ayuntamientos, provocó la desafección de los miembros de la Lliga Regionalista encabezados por Josep Puig i Cadafalch, quien en un principio había creído en la buena voluntad regionalista de Primo de Rivera.
Primo de Rivera encargó la tarea de reformar el sistema jurídico-administrativo de ayuntamientos y diputaciones provinciales al joven abogado José Calvo Sotelo, un político conservador procedente del maurismo, al que puso al frente de la Dirección General de Administración Local. Calvo Sotelo nombró un equipo de exmauristas y de católicos de derechas, como José María Gil Robles, el conde Vallellano, Josep Pi i Suñer, Miquel Vidal i Guardiola y Luis Jordana de Pozas que colaboraron en la elaboración del Estatuto Municipal de 1924 y del Estatuto Provincial de 1925.

## El Estatuto
Según Eduardo González Calleja, el Estatuto Provincial promulgado el 21 de marzo de 1925 "fue un fiel reflejo del cambio de actitud de Primo de Rivera desde el fomento inicial del sano regionalismo hasta su hostilidad final hacia cualquier amenaza al nacionalismo centralista español". Así quedó reflejado en la nota oficiosa que acompañó a la promulgación del Estatuto Provincial, en la que se mencionaba a la Mancomunidad de Cataluña como un ejemplo del regionalismo «mal entendido»:

Reconstruir desde el Poder la región, reforzar su personalidad exaltar el orgullo diferenciado entre unas y otras es contribuir a deshacer la gran obra de la unidad nacional, es iniciar la disgregación, para la que siempre hay estímulo en la soberbia o el egoísmo de los hombres. […] Hemos pasado por un ensayo de ese especial regionalismo con la mancomunidad de Cataluña, y él ha conducido a tal grado de mal entendido predominio del sentimiento regional que, contra lo que se decía de que era convivible con el de la Patria grande, lo hemos visto galopar desenfrenadamente hacia el nacionalismo y el separatismo, haciendo pasar a los catalanes amantes de España horas de amargura y humillación, y a los españoles todos de inquietud y descorazonamiento.

El Estatuto "estaba dividido en tres libros que trataban, respectivamente, de la organización provincial (provincia, gobernadores civiles, diputaciones provinciales, administración provincial, régimen jurídico provincial y régimen administrativo de las Islas Canarias), de la hacienda provincial (presupuestos, ingresos de carácter provincial, recaudación y contabilidad provinciales) y de la región, este último significativamente con un solo título". Eduardo González Calleja destaca que por primera vez la provincia era definida como administración local, "propiciando un tímido proceso de provincialización corporativa tutelada (frente al rígido centralismo anterior) como criterio prioritario de funcionamiento administrativo".
El Estatuto dejó claro que la organización provincial dependía de los municipios, y que éstos podían modificarla, con la conformidad de un tercio de las entidades locales y de dos tercios de los ayuntamientos que tuvieran dos tercios de la población provincial. La mitad de los diputados provinciales, cuyo número se redujo para que la diputación fuera un organismo de gestión y no una especie de parlamento, serían elegidos de forma directa por sufragio universal y la otra mitad por los concejales de los ayuntamientos.
El Estatuto preveía la creación de regiones, pero el proceso previsto era complicado —se requería la aprobación de las tres cuartas partes de los ayuntamientos afectados y que representaran a la misma proporción de electores— y en última instancia dependía de la aprobación del gobierno, al que correspondía la redacción del proyecto definitivo. Era lo que Eduardo González Calleja ha denominado "regionalismo desde arriba".

## Aplicación
El Estatuto aumentó la autonomía administrativa y financiera de las diputaciones provinciales, aunque sus ingresos dependieron de los tributos cedidos por el Estado y de los recursos cedidos por los ayuntamientos. Como las elecciones previstas en el Estatuto nunca se celebraron, los diputados provinciales fueron nombrados por los gobernadores civiles, por lo que las diputaciones funcionaron como "un mero apéndice de la Administración Central", afirma González Calleja.